# Stockholmska mestna hiša
Mestna hiša v Stockholmu (švedsko Stockholms stadshus, lokalno Stadshuset) je sedež občine Stockholm v Stockholmu na Švedskem. Stoji na vzhodni konici otoka Kungsholmen, ob severni obali Riddarfjärdena in obrnjena proti otokoma Riddarholmen in Södermalm. V njej so pisarne, konferenčne sobe in slovesne dvorane. Je prizorišče podelitve Nobelove nagrade in ena glavnih turističnih znamenitosti Stockholma.

## Lokacija in gradnja
Leta 1907 se je mestni svet odločil, da bo na mestu nekdanjega Eldkvarna zgradil novo mestno hišo. Razpisan je bil arhitekturni natečaj, na katerem so najprej izbrali osnutke Ragnarja Östberga, Carla Westmana, Ivarja Tengboma skupaj z Ernstom Torulfom in Carla Bergstena. Po nadaljnjem tekmovanju med Westmanom in Östbergom je bil slednji dodeljen gradnji mestne hiše, prvi pa gradnji stockholmskega sodišča. Östberg je svoj prvotni osnutek spremenil z elementi Westmanove zasnove, vključno s stolpom. Med gradnjo je Östberg nenehno predeloval svoje načrte, kar je privedlo do dodajanja luči na vrhu stolpa in opustitve modrih glaziranih ploščic v Modri dvorani.
Oskar Asker je bil zaposlen kot vodja gradnje, Paul Toll iz podjetja Kreuger & Toll pa je zasnoval temelje. Pri pripravi načrtov je pomagal tudi Georg Greve. Gradnja je trajala dvanajst let, od leta 1911 do 1923. Uporabljenih je bilo skoraj osem milijonov rdečih opek. Temno rdeče opeke, imenovane munktegel (meniška opeka) zaradi njihove tradicionalne uporabe pri gradnji samostanov in cerkva, je dobavila opekarna Lina iz Södertälja.
Stavba je bila odprta v soboto, 23. junija 1923, kar naj bi bila 400. obletnica vstopa Gustava Vase v Stockholm leta 1523. Vendar je bila obletnica dejansko 4. julija, ker je bila po julijanskem koledarju 24. junija 1523, kar bi bilo po gregorijanskem koledarju 4. julija 1523. Otvoritvena govora sta imela Verner von Heidenstam in Hjalmar Branting.

## Arhitektura in slog
Mestna hiša v Stockholmu je primer narodno-romantičnega sloga. Lokacija s pogledom na Riddarfjärden je navdihnila osrednji motiv, in sicer sopostavitev mestne arhitekture in vode, ki predstavlja osrednjo značilnost celotne mestne podobe Stockholma.
Slog dvorane je prefinjen eklekticizem, ki združuje masivno, strogo severnoevropsko opečno gradnjo z muhastimi elementi, ki spominjajo na beneško gotsko arhitekturo, kot so stolpi, okrašeni z zlatimi zvezdicami, okrašeni balkoni, leseni jambori in kipi.
Modra dvorana s svojimi ravnimi stenami in arkadami vključuje elemente formalnega dvorišča. Njene stene so pravzaprav brez modrih okraskov; ime izhaja iz Östbergovega prvega osnutka in je znana kot jedilnica, kjer potekajo banketi po letni podelitvi Nobelove nagrade.
Orgle v Modri dvorani s svojimi 10.270 cevmi so največje v Skandinaviji. Nad Modro dvorano leži Zlata dvorana (Gyllene Salen), poimenovana po dekorativnih mozaikih, izdelanih iz več kot 18 milijonov ploščic. Mozaiki uporabljajo motive iz švedske zgodovine. Izdelalo jih je berlinsko nemško podjetje Puhl & Wagner (Gottfried Heinersdorff) po devetih letih pogajanj Gottfrieda Heinersdorffa (1883–1941) za naročilo.
Jugovzhodnemu vogalu stavbe, tik ob obali, dominira monumentalni stolp, na vrhu katerega so Tri krone, švedski nacionalni simbol. Stolp je visok 106 metrov in je dostopen z dvigalom ali 365-stopničnim stopniščem. Vzhodno stran njegovega podnožja krasi pozlačen kenotaf švedskega državnika iz 13. stoletja Birgerja Jarla.
Mestna hiša v Stockholmu je bila prizorišče številnih kulturnih produkcij, vključno z glasbenim videospotom Fading Like a Flower (Every Time You Leave) iz leta 1991 švedskega pop dua Roxette.

## Mestni park
Majhen park med stavbo in obalo jezera Mälaren krasi več skulptur, med njimi ansambel Carla Eldha, ki predstavlja umetnike Augusta Strindberga, Gustafa Frödinga in Ernsta Josephsona, ter Eldhovi bronasti skulpturi Sången in Dansen ('Pesem' in 'Ples'). Jugovzhodno od mestne hiše, obrnjeni proti Riddarholmenu, je steber s kipom Engelbrekta Engelbrektssona.

## Galerija
- Stolp Stockholmske mestne hiše
- Stockholmska mestna hiša ponoči
- Notranje dvorišče
- Notranje dvorišče
- Zlata soba z Mälardrottning
- Blå hallen (Modra dvorana)
- Rådsalen (Redča soba)
- Stockholmska mestna hiša pozimi
- Zvonovi
- Sv. Erik
- Stolpni muzej
- Pogled proti severovzhodu
- Mestna hiša v Stockholmu v mraku
- Mestna hiša v Stockholmu je bila osvetljena v umetniškem projektu med Nobelovim tednom leta 2020